# Diabolical Fullmoon Mysticism
A Diabolical Fullmoon Mysticism a norvég Immortal black metal együttes első albuma, amely 1992. július 1-jén jelent meg az Osmose kiadásában. A lemez felvételei 1992 áprilisában kezdődtek meg a norvégiai Grieghallen stúdióban. A produceri feladatokat Eirik Hundvin, illetve maga a zenekar látta el. Extrém zenei körökben kedvezően fogadták az albumot, bár később egyes magazinok bírálták. Az AllMusic például csak 2 pontot adott rá az ötből, és kifejtette hogy a későbbi albumok dinamizmusa és dalszerzői erénye itt még csak nyomokban figyelhető meg. A Metallus. Il libro dell'Heavy Metal című könyv durvának és pontatlannak nevezte az anyagot, ennek ellenére kifejtette, hogy az album új életet lehelt az akkori black metal színtérre. A Heavy Metal könyv szerzője pedig extrém metal mérföldkövének tekinti a kiadványt.
Az együttesnek már itt sikerült elhatárolódni a kortárs black metal kiadványoktól, mivel a lemezen gyakori elem az akusztikus gitárhasználat és a lassabb tempók. Ezek nemcsak más együttesektől különböztették meg a lemezt, hanem az Immortal későbbi kiadványaitól is. Az újabb lemezeiknél csak az At the Heart of Winteren került elő gyakrabban az akusztikus gitár szerepe. Ezenkívül az itteni dalokban csekély mértékben még megfigyelhető volt a death metal stílus befolyása is. A The Call of the Wintermoon és a A Perfect Vision of the Rising Northland az együttes korai időszakának ismert tételei lettek.
Az anyag a dalszövegekben sem követte a műfaj aktuális szokásait, mivel a sátánista ideológiák helyett a skandináv legendákról és a norvég természeti tájról szólnak a szerzemények. Az album megjelenése után a dobost, Armageddát kitették a zenekarból, mivel nem volt képes kellő gyorsasággal játszani. Helyére Kolgrim került, aki szintén nem maradt sokáig a zenekarban. Az albumon szereplő Call of the Wintermoon dalra leforgatták az első videóklipjüket, amely nemcsak az együttes, de az egész műfaj számára is az egyik legkorábbi zenei videó volt. A klipet körülbelül két óra leforgása alatt vették fel egy norvég erdőségben.
Az album standard CD, limitált magnókazetta, limitált bakelit és képlemez (rajzok/képek a bakelitlemezen) formátumokban is beszerezhető. Ez utóbbit 1998-ban az Osmose újra kiadta, míg a sima LP verziót 2005-ben tette újra hozzáférhetővé.

## Számlista
Az összes dalszöveg szerzője Demonaz Doom Occulta; az összes szám szerzője Abbath Doom Occulta és Demonaz Doom Occulta.
| 1.    | Intro | 1:35 |
| 2.    | The Call of the Wintermoon                                                                                     | 5:40 |
| 3.    | Unholy Forces of Evil                                                                                          | 4:28 |
| 4.    | Cryptic Winterstorms                                                                                           | 6:08 |
| 5.    | Cold Winds of Funeral Dust (A CD és kazetta kiadáson hibásan "Cold Winds of Feneral Dust"ként van feltüntetve) | 3:47 |
| 6.    | Blacker Than Darkness                                                                                          | 4:17 |
| 7.    | A Perfect Vision of the Rising Northland                                                                       | 9:04 |
| 34:59 | |      |

## Közreműködők

### Immortal
- Abbath Doom Occulta – basszusgitár, ének
- Demonaz Doom Occulta – gitár, akusztikus gitár, album elrendezése
- Armagedda – dob

### További közreműködők
- Eirik Hundvin – producer
- Immortal – produkció, albumon lévő fotó
- J. W. H. – logó, albumborító
- Stein Kare – album hátlapján lévő fotó